# Mark Udall

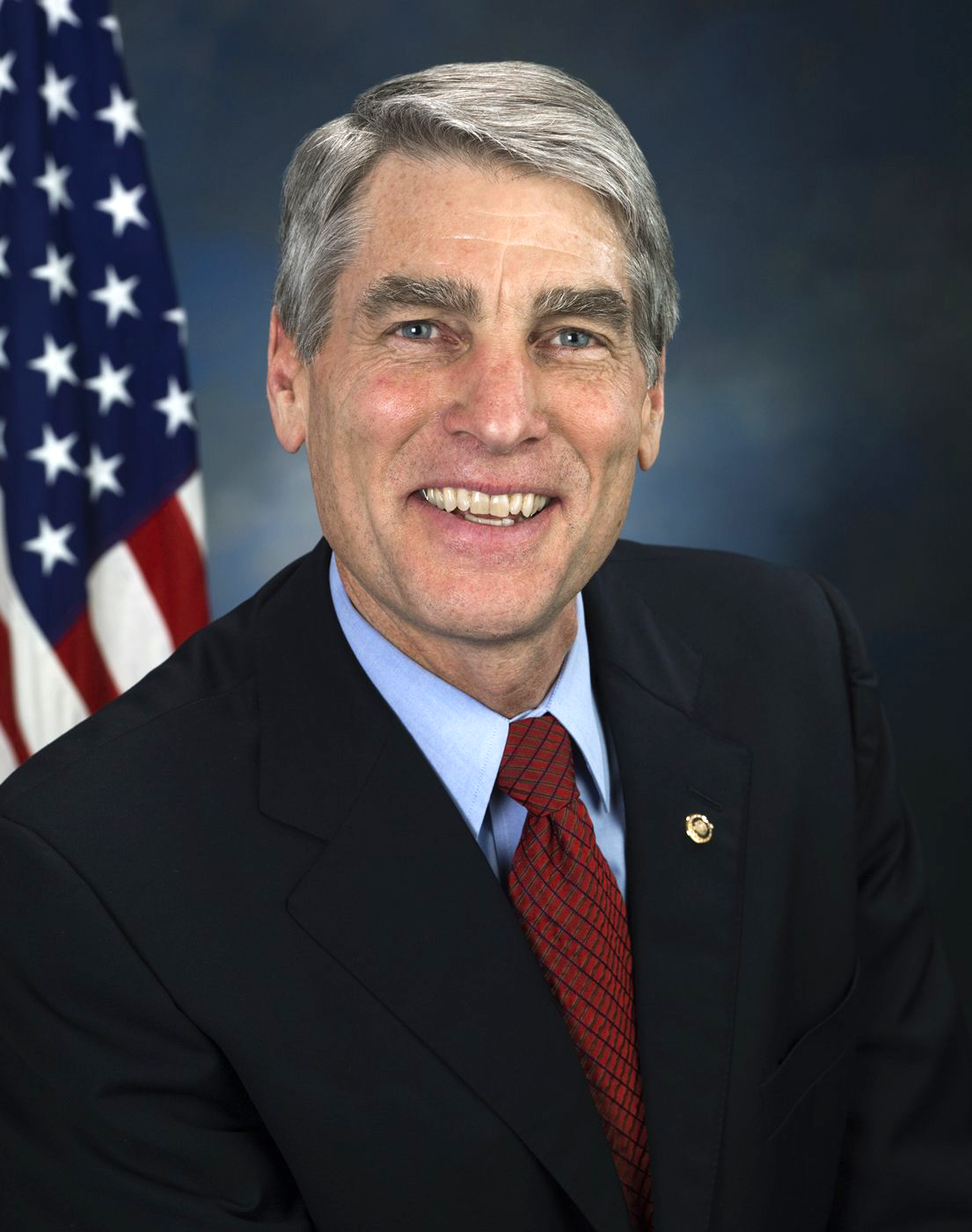
Mark Udall

Mark Emery Udall (* 18. Juli 1950 in Tucson, Arizona) ist ein US-amerikanischer Politiker (Demokratische Partei). Er vertrat den Bundesstaat Colorado von 1999 bis 2009 im US-Repräsentantenhaus und anschließend bis 2015 im Senat der Vereinigten Staaten.

## Familie und Ausbildung
Mark Udall entstammt einer bekannten amerikanischen Politikerdynastie, der Familie Udall. Sein Vater war der Kongressabgeordnete Mo Udall. Er ist ferner ein Cousin von Tom Udall, Senator aus New Mexico, und ein Neffe des vormaligen US-Innenministers Stewart Lee Udall.
Udall studierte am Williams College in Williamstown, Massachusetts und war Executive Director der Colorado Outward Bound School.
Er lebt mit seiner Frau, der Anwältin und Umweltaktivistin Maggie Fox, in Eldorado Springs, Colorado. Die beiden haben einen Sohn und eine Tochter.

## Politische Laufbahn
Politisch war Udall erstmals ab 1997 als Abgeordneter im Repräsentantenhaus von Colorado tätig. Zwei Jahre später trat er die Nachfolge des nicht mehr kandidierenden David Skaggs im Repräsentantenhaus in Washington, D.C. an, nachdem er sich bei der Wahl zum Repräsentantenhaus der Vereinigten Staaten 1998 gegen den republikanischen Bürgermeister von Boulder, Bob Greenlee, durchgesetzt hatte.
Nach mehreren Wiederwahlen bewarb sich Udall schließlich bei der Wahl im November 2008 um einen Sitz im US-Senat. Amtsinhaber Wayne Allard (Republikaner) kandidierte nicht mehr; als Gegner trat mit Bob Schaffer ebenfalls ein Kongressabgeordneter an. Udall gewann mit 53:43 Prozent der Stimmen und zog am 6. Januar 2009 in den Senat ein.
Durch die Nominierung von Ken Salazar für den Posten des Innenministers der Regierung Obama wurde der zweite Senatorenposten des Bundesstaates Colorado vakant; Udall rückte nach nur drei Wochen Amtszeit zum dienstälteren („senior“) Senator auf. Udall war Mitglied in den Senatsausschüssen für Streitkräfte und Energie. Nach einer Amtszeit verlor er seinen Sitz in der Senatswahl 2014 an den republikanischen Kandidaten Cory Gardner, der ihn am 3. Januar 2015 ablöste.
Im Rückblick betrachtete er seine Wahlkampfstrategie 2014 als Fehler, sich auf die als extrem gekennzeichneten politischen Positionen seines republikanischen Gegners zu fokussieren statt seine eigene Person in den Vordergrund zu rücken. Er wurde 2015 Visiting Fellow des von David Axelrod gegründeten University of Chicago Institute of Politics.

## Politische Positionen
Udall gilt als Gegner der Todesstrafe und wandte sich gegen den Irakkrieg. Zudem tritt er für Stammzellenforschung, das Recht einer Frau auf Abtreibung (Pro-Choice), Umweltschutz und verstärkte Waffenkontrollen ein.
Er stimmte gegen den Paulson-Plan zur Stabilisierung des Finanzsystems. Er setzte sich 2014 für die Offenlegung des Berichts über die CIA-Folter ein.